# Naissance en 2003
Naissance
- 1999
- 2000
- 2001
- 2002
- 2003
- 2004
- 2005
- 2006
- 2007

Les naissances en 2003 concernent les personnalités nées entre le 1er janvier et le 31 décembre 2003.

## Janvier
- 1er janvier : 
  - Bartol Barišić, footballeur croate
  - Rafiu Durosinmi, footballeur nigérian
  - Sasirawan Inthachot, athlète handisport thaïlandaise
- 2 janvier : 
  - Mohamed Ouédraogo, footballeur burkinabé.
  - Nicolas Popescu, footballeur roumain
  - Elye Wahi, footballeur français
- 3 janvier : 
  - Lewis Dobbin, footballeur anglais.
  - Andrés Ferrari, footballeur uruguayen.
  - Edoardo Pieragnolo, footballeur italien.
  - Greta Thunberg, militante écologiste suédoise
- 4 janvier : Jaeden Martell, acteur américain
- 5 janvier : 
  - Kryštof Daněk, footballeur tchèque.
  - Mamadou Lamine Camara, footballeur sénégalais.
  - Kingstone Mutandwa, footballeur zambien.
  - Szymon Włodarczyk, footballeur polonais.
- 6 janvier : 
  - Brian Aguirre, footballeur argentin.
  - Daniele Ghilardi, footballeur italien.
  - Hong Kexin, lutteuse chinoise
  - Mattybraps, rappeur américain
- 7 janvier : Daniel Rincón, joueur de tennis espagnol
- 9 janvier : Tyler Freeman, joueur américain de soccer
- 10 janvier : 
  - Cesare Casadei, footballeur italien
  - Nohan Kenneh, footballeur libérien
- 12 janvier : Torben Rhein, footballeur allemand.
- 14 janvier : 
  - Frans Krätzig, footballeur allemand.
  - Martim Neto, footballeur portugais.
- 15 janvier : 
  - Mariusz Fornalczyk, footballeur polonais.
  - Gizo Mamageishvili, footballeur géorgien.
  - Otar Mamageishvili, footballeur géorgien.
  - Andrés Salazar, footballeur colombien
- 16 janvier :
  - Ahmetcan Kaplan, footballeur turc
  - Kazımcan Karataş, footballeur turc
  - Noah Ohio, footballeur néerlandais
  - Flavio Paoletti, footballeur italien
- 17 janvier, Fryderyk Gerbowski, footballeur polonais
- 18 janvier : 
  - Federico Redondo, footballeur argentin
  - Devyne Rensch, footballeur néerlandais
- 19 janvier : 
  - Isak Bjerkebo, footballeur suédois.
  - Christian Rasmussen, footballeur danois.
- 20 janvier : Ervin Omić, footballeur autrichien
- 21 janvier : Martin Vitík, footballeur tchèque.
- 22 janvier : Gabri Martínez, footballeur espagnol.
- 24 janvier : 
  - Hugo Novoa, footballeur espagnol
  - Johnny Orlando, chanteur canadien
  - Nikolas Veratschnig, footballeur autrichien
- 27 janvier : 
  - Hugo Rincón, footballeur espagnol.
  - Kosi Thompson, footballeur canadien.
- 28 janvier : Samuel Edozie, footballeur anglais.
- 29 janvier : 
  - Jakob Davies, acteur canadien.
  - Mateusz Łęgowski, footballeur polonais.
  - Davide Veroli, footballeur italien.
- 30 janvier : 
  - Saba Khvadagiani, footballeur géorgien.
  - Romeo Vučić, footballeur autrichien.

## Février
- 2 février : Julius Dirksen, footballeur néerlandais.
- 4 février : 
  - Rasmus Højlund, footballeur danois.
  - Art Smakaj, footballeur kosovar.
- 5 février : 
  - Sümeyye Boyacı, nageuse handisport turque.
  - Tomislav Duvnjak, footballeur croate.
- 6 février : Inès-Jade Fellah, escrimeuse algérienne.
- 7 février : 
  - Alice D'Amato, gymnaste artistique italienne.
  - Alessandro Fontanarosa, footballeur italien.
  - Andrés García, footballeur espagnol.
- 8 février : 
  - Mika Biereth, footballeur danois.
  - Filippo Terracciano, footballeur italien.
- 9 février : 
  - Luca Kjerrumgaard, footballeur danois.
  - Luca Langoni, footballeur argentin.
- 10 février : 
  - Johan Bångsbo, footballeur suédois.
  - Filip Beckman, footballeur suédois.
- 11 février : 
  - Ronald Falkoski, footballeur brésilien.
  - Matija Frigan, footballeur croate.
  - Casper Winther, footballeur danois.
- 12 février : Alvyn Sanches, footballeur suisse.
- 13 février : 
  - Milan Smit, footballeur néerlandais.
  - Tyler Wolff, footballeur américain.
- 14 février : Mary Fowler, footballeuse internationale australienne.
- 15 février : Filip Vecheta, footballeur tchèque.
- 16 février : 
  - Cuiabano, footballeur brésilien.
  - Bryan Fiabema, footballeur norvégien.
  - Daniel Gutiérrez, footballeur chilien.
- 17 février : 
  - Styopa Mkrtchyan, footballeur arménien.
  - Armindo Sieb, footballeur allemand.
- 18 février : Kamory Doumbia, footballeur malien.
- 19 février : 
  - Anselmo García MacNulty, footballeur irlandais.
  - Ariel Mosór, footballeur polonais.
- 20 février : 
  - Yannick Agnero, footballeur ivoirien.
  - Olivia Rodrigo, auteure-compositrice-interprète et actrice américaine.
- 23 février : Giorgia Villa, gymnaste artistique italienne.
- 24 février : Wikelman Carmona, footballeur vénézuélien.
- 25 février : 
  - Albert Posiadała, footballeur polonais.
  - Finn van Breemen, footballeur néerlandais.
  - Emmanuel Yeboah, footballeur ghanéen.
- 27 février : Armandas Kučys, footballeur international lituanien.
- 28 février : 
  - Evertton Araújo, footballeur brésilien.
  - Luka Gagnidze, footballeur géorgien.
  - Tarik Muharemović, footballeur bosnien.

## Mars
- 1er mars : William Bøving, footballeur danois.
- 2 mars : Lukas Kačavenda, footballeur croate.
- 3 mars : Nada al-Ahdal, militante des droits de l'homme et résidente du Yémen.
- 4 mars : 
  - Édouard Michut, footballeur français.
  - Filip Prebsl, footballeur tchèque.
  - Ayumu Yokoyama, footballeur japonais.
- 5 mars : 
  - Muharem Husković, footballeur autrichien.
  - Yiánnis Konstantélias, footballeur grec.
  - Vladimir Miletić, footballeur serbe.
  - Robert Popa, footballeur roumain.
  - Nico Serrano, footballeur espagnol.
  - David Torres, footballeur espagnol.
- 7 mars : Chloé D’Haese, joueuse internationale française de rink hockey.
- 8 mars : 
  - Štěpán Chaloupek, footballeur tchèque.
  - Montana Jordan, acteur américain.
- 9 mars : 
  - Sunisa Lee, gymnaste américaine.
  - Lina Nassr, joueuse d'échecs algérienne.
- 12 mars : Malina Weissman, actrice et mannequin américaine.
- 13 mars :
  - Pauline Jagsch, kayakiste allemande.
  - Antonín Kinský, footballeur tchèque.
  - Vojtěch Stránský, footballeur tchèque.
  - Chiara Zenati, cavalière française de dressage.
- 15 mars : 
  - Robin Bertrand, joueur de tennis français.
  - Tjark Ernst, footballeur allemand.
  - Bashir Humphreys, footballeur anglais.
  - Uroš Lazić, footballeur serbe.
- 16 mars : Jacopo Fazzini, footballeur italien.
- 17 mars : 
  - Youri Baas, footballeur néerlandais.
  - Damián Rodríguez, footballeur espagnol.
  - Ari Sigurpálsson, footballeur islandais.
- 18 mars : 
  - Seedy Jatta, footballeur norvégien.
  - Bjorn Meijer, footballeur néerlandais.
- 19 mars : 
  - Owen Gene, footballeur français.
  - Nicolò Savona, footballeur italien.
- 20 mars : Nemanja Motika, footballeur serbe.
- 21 mars : 
  - Fidel Ambríz, footballeur mexicain.
  - Lasse Günther, footballeur allemand.
  - Denis Višinský, footballeur tchèque.
- 22 mars : Mauro Perković, footballeur croate.
- 23 mars : 
  - Tommaso Baldanzi, footballeur italien.
  - Álvaro Fernández, footballeur espagnol.
  - Caspar Jander, footballeur allemand.
  - Ísak Bergmann Jóhannesson, footballeur islandais.
  - Kacper Sezonienko, footballeur polonais.
- 24 mars : Chaima Nihal Guemmar, escrimeuse algérienne.
- 25 mars : 
  - Mads Freundlich, footballeur danois.
  - Levi Smans, footballeur néerlandais.
- 26 mars : 
  - Danielle Bregoli, rappeuse américaine.
  - Ibrahim Cissoko, footballeur néerlandais.
  - Kang Seong-jin, footballeur sud-coréen.
  - Miguel Silveira, footballeur brésilien.
- 27 mars : Diego Gómez, footballeur paraguayen.
- 28 mars : 
  - Ronnie Edwards, footballeur anglais.
  - Matijus Remeikis, footballeur lituanien.
- 31 mars : 
  - Fótis Kítsos, footballeur grec.
  - Igor Matanović, footballeur croate.

## Avril
- 1er avril : Federico Zuccon, footballeur italien.
- 2 avril : 
  - Stav Lemkin, footballeur israélien.
  - Telasco Segovia, footballeur vénézuélien.
- 4 avril : Harvey Elliott, footballeur anglais.
- 7 avril : Daniel Karlsbakk, footballeur norvégien.
- 8 avril : Maksim Stjopin, footballeur finlandais.
- 10 avril : Hákon Arnar Haraldsson, footballeur islandais.
- 12 avril : Jabes Saralegui, footballeur argentin.
- 13 avril : Lucas Hey, footballeur danois.
- 15 avril : Matías Soulé, footballeur argentin.
- 17 avril : Alex Robertson, footballeur australien.
- 19 avril : Rareș Ilie, footballeur roumain.
- 20 avril : 
  - Johan Bakayoko, footballeur belge.
  - Tio Cipot, footballeur slovène.
  - Kay Flock, rappeur américain.
- 21 avril :
  - Carla Georges, chanteuse française.
- 23 avril: Metinho, footballeur brésilien.
- 24 avril : 
  - Romaine Mundle, footballeur anglais.
  - Nikola Stanković, footballeur serbe.
- 25 avril : Arnau Martínez, footballeur espagnol.
- 28 avril : 
  - Admir Bristrić, footballeur bosnien.
  - Daniel Edelman, footballeur américain.
- 29 avril : 
  - Miguel Rodríguez, footballeur espagnol.
  - Holger Rune, joueur de tennis danois.
- 30 avril : 
  - Emily Carey, actrice britannique.
  - Jung Yun-seok, acteur sud-coréen.
  - Kuryu Matsuki, footballeur japonais.
  - Jonathan Rowe, footballeur anglais.

## Mai
- 1er mai : Lizzy Greene, actrice américaine.
- 3 mai :
  - Elsa Jacquemot, joueuse de tennis française.
  - Florian Wirtz, footballeur allemand.
- 4 mai : 
  - Tom Louchet, footballeur français.
  - Filip Trpcevski, footballeur macédonien.
- 5 mai : 
  - Carlos Alcaraz, joueur de tennis espagnol.
  - Danny Leyva, joueur américain de soccer.
  - Jonas Therkelsen, footballeur norvégien.
  - Casper Widell, footballeur suédois.
- 6 mai : Amin Hazbavi, footballeur iranien.
- 7 mai : 
  - Gabriel Norambuena, footballeur chilien.
  - Tanguy Zoukrou, footballeur français.
  - Line Burquier, coureuse cycliste française.
- 8 mai : Hassan du Maroc, membre de la famille royale marocaine.
- 9 mai : 
  - Hussein Carneil, footballeur suédois.
  - Nemanja Đeković, footballeur serbe.
  - Lorenzo Lucchesi, footballeur italien.
  - Hugo Picard, footballeur français.
- 10 mai : 
  - Marcus Ferkranus, footballeur américain.
  - Kobe Franklin, footballeur canadien.
- 12 mai : 
  - Ross McCausland, footballeur nord-irlandais.
  - Ivan Šaranić, footballeur croate.
- 13 mai : 
  - Javi Guerra, footballeur espagnol.
  - Oliver Pettersson, footballeur finlandais.
- 14 mai : Mohamed Dhaoui, footballeur tunisien.
- 15 mai : Lewis Neilson, footballeur écossais.
- 16 mai : 
  - Loïs Boisson, joueuse de tennis française.
  - Sadik Fofana, footballeur togolais.
  - Otto Rosengren, footballeur suédois.
- 17 mai : Andy Diouf, footballeur français
- 18 mai : 
  - Albian Hajdari, footballeur suisse.
  - Afaf Rakib, escrimeuse marocaine.
  - Karel Spačil, footballeur tchèque.
- 19 mai : 
  - Gino Infantino, footballeur argentin.
  - JoJo Siwa, danseuse américaine.
  - Christantus Uche, footballeur nigérian.
- 22 mai : 
  - Melker Ellborg, footballeur suédois.
  - Kevin Mantilla, footballeur colombien.
  - Karim Sow, footballeur suisse.
  - Ibrahim Sulemana, footballeur ghanéen.
- 23 mai : Lee Young-jun, footballeur sud-coréen.
- 25 mai : Unai Gómez, footballeur espagnol.
- 26 mai : Simen Kvia-Egeskog, footballeur norvégien.
- 28 mai :
  - Valdemar Lund, footballeur danois.
  - Emma Patry, joueuse de softball et de baseball française.
  - Stije Resink, footballeur néerlandais.
- 30 mai : Joey Dawson, footballeur anglais.
- 31 mai : Lei Peifan, joueur de snooker chinois.

## Juin
- 1er juin : Emjay Anthony, acteur américain.
- 2 juin : 
  - Shintaro Mochizuki, joueur de tennis japonais.
  - Sofus Berger, footballeur danois.
  - Marcus Linday, footballeur suédois.
- 3 juin : 
  - Oliver Alfonsi, footballeur suédois.
  - Kim Jun-hong, footballeur sud-coéren.
- 4 juin : 
  - Yerson Chacón, footballeur vénézuélien.
  - Mihajlo Ilić, footballeur serbe.
  - Oliver Provstgaard, footballeur danois.
- 6 juin : 
  - Marcelo Morales, footballeur chilien
  - Sverre Sandal, footballeur norvégien.
- 8 juin : 
  - Aaron Donnelly, footballeur nord-irlandais.
  - Jusef Erabi, footballeur suédois.
  - Igor Miladinović, footballeur serbe.
- 10 juin : Sondre Auklend, footballeur norvégien.
- 12 juin : Elias Jelert, footballeur danois.
- 17 juin : 
  - Brian Gutiérrez, footballeur américain
  - Patrycja Waszczuk, joueuse d'échecs polonaise
- 19 juin : Louis Bielle-Biarrey, joueur de rugby à XV français
- 20 juin : 
  - Marc Pubill, footballeur espagnol
  - Zeina Sharaf, gymnaste égyptienne
  - Patrik Vydra, footballeur tchèque
- 22 juin : Sinclair Armstrong, footballeur irlandais
- 23 juin : Lyodra Ginting, actrice et chanteuse indonésienne
- 24 juin : Leo Walta, footballeur finlandais
- 25 juin : 
  - Joey Alexander, pianiste et enfant prodige indonésien
  - Frederik Ihler, footballeur danois.
- 26 juin : Maurits Kjærgaard, footballeur danois
- 28 juin : Brandon Aguilera, footballeur costaricien
- 30 juin : Tochukwu Nnadi, footballeur nigérian

## Juillet
- 1er juillet : 
  - Ange Chibozo, footballeur béninois.
  - Tate McRae, chanteuse canadienne.
  - Storm Reid, actrice américaine.
  - Romeo Amane, footballeur ivoirien
- 2 juillet : 
  - Hugo Álvarez, footballeur espagnol.
  - Artur Serobyan, footballeur arménien.
- 4 juillet : 
  - Maha Fajreslam, haltérophile marocaine.
  - Polina Bogusevich, chanteuse russe.
- 5 juillet : 
  - Brahima Diarra, footballeur malien.
  - Espen van Ee, footballeur néerlandais.
- 6 juillet : Myron van Brederode, footballeur néerlandais.
- 7 juillet : 
  - Rodrigo Gomes, footballeur portugais.
  - Jack McGlynn, footballeur américain.
- 8 juillet : Giovanni Mpetshi Perricard, joueur de tennis français.
- 9 juillet :
  - Tobias Gulliksen, footballeur norvégien.
  - Mateo Lisica, footballeur croate.
- 10 juillet : 
  - Liza Corso, athlète handisport américaine.
  - Jo Jin-ho, footballeur sud-coréen.
- 11 juillet : Costin Amzăr, footballeur roumain.
- 12 juillet : 
  - Oscar Bobb, footballeur norvégien.
  - Junnosuke Suzuki, footballeur japonais.
  - Ahmed Qasem, footballeur suédois.
- 13 juillet : 
  - Émilien Gailleton, joueur de rugby à XV français
  - Denis Halinský, footballeur tchèque.
  - Wyatt Oleff, acteur américain.
- 14 juillet : Robert Wagner, footballeur allemand.
- 16 juillet : 
  - Yōsuke Furukawa, footballeur japonais.
  - Matheus Martins, footballeur brésilien.
  - Noah Persson, footballeur suédois.
  - Luciano Rodríguez, footballeur uruguayen.
- 17 juillet : Marcus Baggesen, footballeur danois.
- 18 juillet : 
  - Hamad Medjedović, joueur de tennis serbe.
  - Srđan Hrstić, footballeur serbe.
- 21 juillet : 
  - Veljko Ilić, footballeur serbe.
  - Abu Kamara, footballeur anglais.
  - Ekpobi Anne-Marie Eléonord Yedagne, archère ivoirienne.
- 24 juillet : 
  - Hugo Bolin, footballeur suédois.
  - Mexx Meerdink, footballeur néerlandais.
  - Max Williamsen, footballeur norvégien.
- 25 juillet : Alexander Busch, footballeur danois.
- 26 juillet : 
  - Luca Andronache, footballeur roumain.
  - Can Öncü, pilote de vitesse moto turque.
  - Niko Rak, footballeur croate.
- 29 juillet : Jens Castrop, footballeur allemand.
- 30 juillet : Akito Suzuki, footballeur japonais.
- 31 juillet : Aurèle Amenda, footballeur suisse.

## Août
- 4 août : 
  - Anastasia Bachynska, gymnaste artistique ukrainienne.
  - Mason Burstow, footballeur anglais
- 6 août : 
  - Carlos Álvarez, footballeur espagnol.
  - Luca Nardi, joueur de tennis italien.
  - Mario Mitaj, footballeur albanais.
- 7 août : Félix Lemaréchal, footballeur français.
- 8 août : Jonas Urbig, footballeur allemand.
- 9 août : Théo Magnin, footballeur suisse.
- 12 août :
  - Mateo Tanlongo, footballeur argentin.
  - Lilli Purtscheller, footballeuse autrichienne.
- 15 août : Denzell García, footballeur mexicain.
- 17 août : 
  - Mathieu Capella, acteur français.
  - Fredrik Sjøvold, footballeur norvégien.
  - Riku Yamane, footballeur japonais.
- 18 août : Petar Ratkov, footballeur serbe.
- 19 août : 
  - Solomon Bonnah, footballeur néerlandais.
  - Steele Stebbins, acteur américain.
  - Kacper Trelowski, footballeur polonais.
- 20 août :
  - Andre Brooks, footballeur anglais.
  - Gabriel de Belgique, prince de Belgique.
  - Théo Pourchaire, pilote automobile français.
- 21 août : 
  - Youssef Amyn, footballeur irakien.
  - Bae Jun-ho, footballeur sud-coréen.
  - Facundo Bernal, footballeur uruguayen.
- 24 août : 
  - Aliona Kostornaïa, patineuse artistique russe.
  - Clémence Latimier, coureuse cycliste française.
  - Dion Krasniqi, footballeur kosovar.
  - Jalen Neal, footballeur américain.
- 26 août : 
  - Paxten Aaronson, footballeur américain.
  - Isa Sakamoto, footballeur japonais.
- 27 août : Alexis Lebrun, pongiste français.
- 28 août : Quvenzhané Wallis, actrice afro-américaine.
- 29 août : Jed Drew, footballeur australien.
- 30 août : Matěj Jurásek, footballeur tchèque.

## Septembre
- 1er septembre : Michal Černák, footballeur tchèque.
- 3 septembre : 
  - Eileen Gu, skieuse acrobatique chinoise.
  - Samuel Kotto, footballeur camerounais.
  - Tiago Morais, footballeur portugais.
- 4 septembre :
  - Markus Björkqvist, footballeur suédois.
  - Kennedy Blades, lutteuse américaine.
  - Pape Demba Diop, footballeur sénégalais.
  - Malcolm Ebiowei, footballeur anglais.
- 7 septembre : Kristian Arnstad, footballeur norvégien.
- 9 septembre : 
  - Jardênia Félix, athlète handisport brésilienne.
  - Niko Sigur, footballeur canadien.
- 10 septembre : Carissa Yip, joueuse d'échecs américaine.
- 12 septembre : Harry Leonard, footballeur anglais.
- 13 septembre : Sebastian Kóša, footballeur slovaque.
- 14 septembre : 
  - Moustapha Cissé, footballeur guinéen.
  - Arif Kocaman, footballeur turc.
- 15 septembre : 
  - Warren Bondo, footballeur français.
  - Nikola Jojić, footballeur serbe.
- 16 septembre : Emmanuel Adegboyega, footballeur irlandais.
- 17 septembre : 
  - Marco Nasti, footballeur italien.
  - Luca Stephenson, footballeur anglais.
- 18 septembre : 
  - Aidan Gallagher, acteur américain.
  - Rodrigo Huescas, footballeur mexicain.
  - Luke Mbete, footballeur anglais.
- 19 septembre : Benjamín Domínguez, footballeur argentin
- 23 septembre : Finn Surman, footballeur néo-zélandais.
- 25 septembre : 
  - Niklas Pyyhtiä, footballeur finlandais.
  - Bella Ramsey, actrice britannique
  - Kōdai Sano, footballeur japonais.
- 26 septembre : Isaac Price, footballeur nord-irlandais.
- 27 septembre : Deepthi Jeevanji, athlète handisport indienne.
- 30 septembre : 
  - Loïc Lüthi, footballeur suisse.
  - Alberto Moleiro, footballeur espagnol

## Octobre
- 1er octobre : 
  - Pili Groyne, actrice belge.
  - Franjo Ivanović, footballeur croate.
  - Imam Jagne, footballeur suédois.
- 2 octobre : Marin Petkov, footballeur bulgare.
- 3 octobre : 
  - Victor Bak, footballeur danois.
  - Ibtoihi Hadhari, footballeur comorien.
  - Lisa Hirner, sauteuse à ski et coureuse autrichienne du combiné nordique.
  - Édier Ocampo, footballeur colombien.
- 4 octobre : Luciano Valente, footballeur italien.
- 5 octobre : Hu Hetao, footballeur chinois.
- 6 octobre : 
  - Yasin Ayari, footballeur suédois.
  - Xavier Dziekoński, footballeur polonais.
  - Tim Oermann, footballeur allemand.
- 7 octobre : Li Shijia, gymnaste artistique chinoise.
- 8 octobre : 
  - Soungoutou Magassa, footballeur français.
  - Jeremía Recoba, footballeur uruguayen.
  - Mários Tzavídas, footballeur grec.
- 10 octobre : Maggie Elizabeth Jones, actrice américaine.
- 11 octobre : 
  - Tawanda Chirewa, footballeur zimbabwéen.
  - Robert Renan, footballeur brésilien.
- 12 octobre : Sofia Nair, gymnaste artistique algérienne.
- 14 octobre : Cristián Riquelme, footballeur chilien.
- 15 octobre : Andrew Moran, footballeur irlandais.
- 16 octobre : 
  - Alice Sombath, footballeuse française
  - Charlie Hughes, footballeur anglais.
  - Mohamed Sankoh, footballeur néerlandais.
- 17 octobre : 
  - Chan Yui-lam, nageuse handisport hongkongaise.
  - Martin Stoychev, footballeur bulgare.
- 20 octobre : 
  - Carney Chukwuemeka, footballeur anglais.
  - Isaías Violante, footballeur mexicain.
- 21 octobre : Haruka Oota, chanteuse et idole japonaise.
- 22 octobre : Momona Kasahara, chanteuse japonaise.
- 24 octobre : Medina Medjahdi, gymnaste artistique algérienne.
- 25 octobre : Ange-Yoan Bonny, footballeur français.
- 28 octobre : Luka Stojković, footballeur croate.
- 31 octobre : Ibrahim Diakité, footballeur guinéen.

## Novembre
- 1er novembre : Ernest Nuamah, footballeur ghanéen.
- 2 novembre : Jochem Ritmeester van de Kamp, footballeur néerlandais.
- 7 novembre : Milos Kerkez, footballeur hongrois.
- 8 novembre : Louise Mountbatten-Windsor, membre de la famille royale britannique.
- 10 novembre : Aske Adelgaard, footballeur danois.
- 13 novembre : Mikel Jauregizar, footballeur espagnol.
- 16 novembre : Abdullah Shelbayh, joueur de tennis jordanien.
- 17 novembre : 
  - Mimeirhel Benita, footballeur néerlandais.
  - Jakob Breum, footballeur danois.
  - Luce Douady, grimpeuse française († 14 juin 2020).
- 18 novembre : Maria Timofeeva, joueuse de tennis russe.
- 24 novembre : Lucas Beraldo, footballeur brésilien.
- 25 novembre : Dragan Stoisavljević, footballeur serbe.
- 28 novembre : 
  - Alfie Gilchrist, footballeur anglais.
  - Konstantínos Koulierákis, footballeur grec.
  - Nicolás Romero, footballeur argentin.
- 30 novembre : Jahi Di'Allo Winston, acteur américain.

## Décembre
- 1er décembre : Gabriel Vidović, footballeur croate.
- 2 décembre : Noma Noha Akugue, joueuse de tennis allemande.
- 3 décembre : 
  - Óscar Cortés, footballeur colombien.
  - Sára Fojt, kayakiste hongroise.
- 4 décembre : 
  - Sebastián Boselli, footballeur uruguayen.
  - en:Jackson Holliday, joueur de baseball américain.
- 6 décembre : Mathias Løvik, footballeur norvégien.
- 7 décembre :
  - Catharina-Amalia des Pays-Bas, fille aînée du roi des Pays-Bas Willem-Alexander et de la reine Máxima.
  - Lynn El Hayek, chanteuse libanaise.
- 12 décembre : Silas Nwankwo, footballeur nigérian.
- 13 décembre : Jonas Adjetey, footballeur ghanéen.
- 15 décembre : Adam Wikman, footballeur suédois.
- 17 décembre : Ante Crnac, footballeur croate.
- 19 décembre : 
  - Emmanuel Essiam, footballeur ghanéen.
  - Hugo Sotelo, footballeur espagnol.
- 20 décembre : 
  - Oumar Diakité, footballeur ivoirien.
  - Leopold Querfeld, footballeur autrichien.
- 21 décembre : Jefté, footballeur brésilien.
- 22 décembre : Neel Sethi, acteur américain.
- 26 décembre : Lucas Sanabria, footballeur uruguayen.
- 28 décembre :
  - Diego Coppola, footballeur italien.
  - Tara Vaughan, kayakiste néo-zélandaise.

## Date inconnue
- Anahita Zahedifar, joueuse d'échecs iranienne.